# آشوب هندی
محمدبخش‌خان شاه‌جهان‌آبادی معروف به آشوب هندی از شاعران پارسی‌گوی هند در سدهٔ دوازدهم ه‍.ق است. آشوب در سال ۱۱۹۹ ه‍.ق درگذشت. کلیات او مشتمل بر پنجاه‌هزار بیت است.